# Arguda insulindiana
Arguda insulindiana is een vlinder uit de familie van de spinners (Lasiocampidae). De wetenschappelijke naam van de soort is voor het eerst geldig gepubliceerd in 1977 door De Lajonquière.